# 清河县 (江苏省)
清河县是清代以前江苏省的一个旧县名。
南宋咸淳九年（1273年）以泗州清河口（泗水口）设立清河军（属淮南路），下辖清河县，县境完全位于淮河以北。元朝至元十五年（1278年），废清河军为县，属淮安路管辖。泰定（1324年—1328年）年间，清河县城被黄河冲毁，于是徙治淮河以南的淮阴县故城，因此县境达到淮河以南。
明、清时期，清河县均属于淮安府管辖。乾隆二十五年（1760年），清河县城再次被黄河冲毁，于是江苏巡抚奏请朝廷，割山阳县重镇、河道总督驻地清江浦为清河新县城。1914年，因为与直隶省清河县同名，改名为淮阴县（今淮安市淮阴区）。